# Comté d'Armstrong (Texas)
Pour les articles homonymes, voir Comté d'Armstrong.
Le comté d'Armstrong, en anglais : Armstrong County, est un comté situé dans le nord de l'État du Texas, région du Texas Panhandle, aux États-Unis. Fondé le 19 novembre 1876, son siège de comté est la ville de Claude. Selon le recensement de 2020, sa population est de 1 848 habitants. Le comté a une superficie de 2 366,7 km2, dont 2 354,5 km2 en surfaces terrestres. Le comté est baptisé en référence à des familles de colons baptisées Armstrong.

## Comtés adjacents
| Comté de Potter  | Comté de Carson   | Comté de Gray   |
| Comté de Randall | comté d'Armstrong | Comté de Donley |
| Comté de Swisher | Comté de Briscoe  |                 |

## Démographie
Lors du recensement de 2010, le comté comptait une population de 1 901 habitants. Elle est estimée, en 2017, à 1 879 habitants,.
| Groupes           | Comté d'Armstrong | Texas | États-Unis |
| ----------------- | ----------------- | ----- | ---------- |
| Blancs            | 93,3              | 70,4  | 72,4       |
| Autres            | 4,2               | 14,4  | 11,1       |
| Métis             | 1,1               | 2,5   | 2,7        |
| Amérindiens       | 0,8               | 0,7   | 0,9        |
| Afro-Américains   | 0,6               | 11,9  | 12,6       |
| Total             | 100               | 100   | 100        |
|                   |                   |       |            |
| Latino-Américains | 6,5               | 37,6  | 16,7       |

Pyramide des âges du comté d'Armstrong (2000).

Selon l'American Community Survey, pour la période 2011-2015, 92,01 % de la population âgée de plus de 5 ans déclare parler anglais à la maison, alors que 6,78 % déclare parler l’espagnol, 0,77 % l'allemand et 0,44 % une autre langue.